# 宅味薬品
宅味薬品株式会社（たくみやくひん）は、医薬品・一般用医薬品の卸売を中心とする日本の企業であった。現在はスズケングループの一社「株式会社サンキ」である。医薬品の卸売手。

## 概要
- 本社　広島県府中市府中町693
- 代表取締役社長　宅味靖夫

## 沿革
- 1910年（明治43年） - 府中市に宅味薬品の基礎を興す
- 1964年（昭和39年） - 「宅味薬品・岡山営業所」開設
- 1965年（昭和40年）11月 - 「日野薬品」と「宅味薬品」が合併「光洋薬品株式会社」を設立

## 主な取引メーカー
- 田辺製薬
- 中外製薬
- 東京田辺

## 備考
- 本社は、光洋薬品「府中営業所」となりその後「府中営業所」は「福山営業所」に統合される